# Ali Daei
Ali Daei pronunțat [ʔæliː dɑːjiː]; n. 21 martie 1969, Ardabil, Provincia Ardabil, Iran) este un antrenor și un fost jucător profesionist de fotbal. Acesta a jucat ca atacant și a fost căpitanul echipei naționale iraniene între 2000 și 2006. Ali Daei a jucat în Bundesliga germană pentru Arminia Bielefeld, Bayern München și Hertha Berlin. Este considerat ca fiind cel mai mare fotbalist iranian al tuturor timpurilor, precum și unul dintre cei mai mari fotbaliști din Asia.
Atacant înalt, Ali Daei a fost un marcator prolific, care era cunoscut pentru precizia sa la cap și abilitatea sa în aer. A fost cel mai mare marcator internațional din lume cu 108 goluri , până când recordul său a fost doborât de Cristiano Ronaldo în 2021. În timpul carierei sale de jucător, Daei a fost numit ambasador al bunăvoinței UNICEF în 2001. După retragerea sa, Daei a fost membru al Comitetului de Fotbal FIFA între 2007 și 2013.  În 2014, a fost inclus în Sala Faimei Fotbalului din Asia.